# Борисовский мясокомбинат
Борисовский мясокомбинат (бел. Барысаўскі мясакамбінат) — белорусское мясоперерабатывающее предприятие, расположенное в городе Борисове Минской области. В 2016 году ОАО «Борисовский мясокомбинат» было реорганизовано в новое юридическое лицо ОАО «Борисовский мясокомбинат № 1», которое стало правопреемником лишь малой части долгов предшественника. В 2024 году ОАО «Борисовский мясокомбинат № 1» было реорганизовано в филиал «Борисовский мясокомбинат № 1» в составе Борисовского комбината хлебопродуктов.

## История
Мясокомбинат в Борисове был основан в 1933 году. В 1970—1980-е годы комбинат реконструировался и модернизировался. В 1986 году комбинат перешёл из подчинения Министерства мясной и молочной промышленности БССР в состав Минского областного агропромышленного объединения мясной и молочной промышленности, в 1990 году передан в подчинение Государственного комитета по сельскому хозяйству и продовольствию Минского облисполкома, в 1991 году — в подчинение Министерства сельского хозяйства и продовольствия БССР (затем — Республики Беларусь). В 1995 году (по другой информации, в 2000 году) мясокомбинат преобразован в открытое акционерное общество «Борисовский мясокомбинат». По состоянию на 2024 год мясокомбинат производит 500 наименований продукции: мясо и субпродукты, твёрдокопчёные, варёно-копчёные, варёные, полукопчёные, ливерные колбасы, сосиски, сардельки, паштеты, полуфабрикаты, эндокринно-ферментную продукцию.

## Современное состояние
Около 93% акций ОАО «Борисовский мясокомбинат» принадлежало государству. В 2010-е годы экономическое положение мясокомбината осложнилось. С 2012 года мясокомбинат показывал чистый убыток и имел большую кредиторскую задолженность. К 2016 году обязательства компании превышали активы на 62 млн руб. (ок. 30 млн долларов) . В 2016 годбыла проведена реорганизация, в результате которой собственно мясокомбинат был выведен в новое юридическое лицо ОАО «Борисовский мясокомбинат № 1», причём новое юридическое лицо оказалось правопреемником лишь малой части долгов ОАО «Борисовский мясокомбинат» (3 млн руб. из 188,6 млн руб.). Большая часть долгов ОАО «Борисовский мясокомбинат» (ликвидировано «в результате реорганизации») были переданы ОАО «Забашевичи» (бывший совхоз «Радуга»), которое уже осенью 2016 года было признано банкротом и ликвидировано. 100% акций ОАО «Борисовский мясокомбинат № 1» принадлежит государству.В 2020 году в управление интеграционной структуры Борисовского комбината хлебопродуктов было добавлено ОАО «Борисовский мясокомбинат № 1» на условиях сохранения за комбинатом самостоятельного юридического лица при руководстве Борисовского комбината хлебопродуктов. В 2024 году ОАО «Борисовский мясокомбинат № 1» было реорганизовано в филиал «Борисовский мясокомбинат № 1» в составе Борисовского комбината хлебопродуктов.